# Koronawirusy
Koronawirusy – gatunki wirusów, należących do podrodziny Coronavirinae z rodziny Coronaviridae w rzędzie Nidovirales. Podrodzina Coronavirinae podzielona została na cztery rodzaje: alfa-, beta-, gamma- i deltakoronawirusy (łac. Alphacoronavirus, Betacoronavirus, Gammacoronavirus i Deltacoronavirus). Nosicielami poszczególnych gatunków są ssaki lub ptaki.
Koronawirusy posiadają osłonkę oraz pojedynczą nić RNA o symetrii helikalnej i polarności dodatniej. Rozmiar genomu znanych koronawirusów mieści się w zakresie od 26,4 do 31,7 tys nt, co jest wartością niezwykle dużą jak na wirusy RNA. Nazwa „koronawirus” wywodzi się z łac. corona oznaczającego koronę lub wieniec, ponieważ osłonki wirusów w mikroskopii elektronowej wydają się „ukoronowane” pierścieniem małych, przypominających żarówki struktur.
Klasa Baltimore: IV.

## Koronawirusy zwierzęce
Koronawirusy zakażają ptaki i ssaki, powodując liczne choroby układu oddechowego, nerwowego, narządów wewnętrznych czy układu pokarmowego. Do chorób wywoływanych przez koronawirusy zwierzęce należą m.in.:
- zakaźne zapalenie oskrzeli u ptactwa (wywołane przez wirus ptasiego zapalenia oskrzeli – IBV – z rodzaju gamma-koronawirus)[1][2];
- zakaźne zapalenie otrzewnej kotów (wywołane przez wirus kociego koronawirusa z rodzaju alfa-koronawirus)[1][2][3];
- epidemiczna biegunka świń[1];
- wirusowe zapalenie żołądka i jelit u bydła[1].

## Koronawirusy ludzkie
Pierwsze szczepy koronawirusa ludzkiego zidentyfikowano w latach 60. XX wieku. W 1962 roku wyizolowano szczep B814 pochodzący od dziecka z objawami przeziębienia, stosując hodowlę narządową pochodzącą z tchawicy. Z powodu zaginięcia próbki przed opracowaniem metod pozwalających na identyfikację gatunku, dokładne dane o B814 nie są znane, jednakże w kolejnych latach uzyskano następne izolaty kliniczne. Dwa z nich, 229E i OC43, zidentyfikowano jako osobne gatunki.
Kolejny gatunek ludzkiego koronawirusa, znacznie groźniejszy, zidentyfikowano w 2002 roku w chińskiej prowincji Guangdong. Wirus SARS-CoV, nazywany tak od wywoływanego przez niego zespołu ciężkiej niewydolności oddechowej (ang. Severe Acute Respiratory Syndrome), spowodował falę zachorowań i 775 potwierdzonych zgonów.
W 2004 roku prof. Krzysztof Pyrć oraz prof. Lia van der Hoek zidentyfikowali wirusa HCoV-NL63, a rok później grupa z Hongkongu opisała wirusa HCoV-HKU1. Oba te wirusy, podobnie jak 229E i OC43, są częstą przyczyną chorób górnych i dolnych dróg oddechowych. Uważa się, że koronawirusy są odpowiedzialne za 10–20% wszystkich przeziębień.
Obecnie wyróżnia się siedem gatunków koronawirusów wywołujących infekcję u człowieka:
1. ludzki koronawirus 229E(inne języki) – α-koronawirus[2][1];
2. ludzki koronawirus OC43(inne języki) (HCoV OC43) – β-koronawirus[9][2][1];
3. ludzki wirus SARS (SARS-CoV-1) – β-koronawirus[2][1];
4. ludzki koronawirus NL63(inne języki) (HCoV NL63) – α-koronawirus[2][1];
5. ludzki koronawirus HKU1(inne języki) (HCoV HKU1) – β-koronawirus[2][1];
6. ludzki koronawirus bliskowschodniego zespołu oddechowego (wirus MERS, MERS-CoV, HCoV-EMC/2012, ludzki betakoronawirus 2c EMC/2012) – β-koronawirus[1][10][11];
7. ludzki koronawirus SARS-CoV-2[12][13][14] (początkowo 2019-nCoV, zidentyfikowany w Wuhanie) – β-koronawirus[15].

W przeszłości opisywano również inne izolaty (takie jak B814, LP, EVS, OC16, OC37, OC44, OC48, AD, PA), które najprawdopodobniej należały do jednego z 4 opisanych gatunków, jednak nie można tego jednoznacznie stwierdzić ponieważ próbki zostały utracone. Koronawirusy cechują się dużym rozpowszechnieniem i częstością występowania, dużym zróżnicowaniem genetycznym i częstym występowaniem rekombinacji genetycznych, co przy rosnących okazjach do kontaktów między człowiekiem i różnymi gatunkami zwierząt powoduje, że nowi przedstawiciele tej grupy będą pojawiać się, wywołując infekcje międzygatunkowe i sporadycznie rozprzestrzeniając się.